# Sarajishvili
 (septembre 2020).
JSC Sarajishvili (géorgien : სს „სარაჯიშვილი“, saradjichvili) est l'un des plus anciens fabricants de liqueur en Géorgie.
Il a été fondé en 1884 par un aristocrate géorgien David Sarajishvili. Après la nationalisation de la compagnie par les communistes, le nom a été changé en Tbilisi Cognac Factory. En 1994, l'entreprise a été privatisée.
La société se spécialise principalement dans la production de brandy et vodka de haute qualité, qui exporte ses produits vers des villes telles que Moscou, Saint Petersbourg, Erevan, Kiev, Varsovie, Bakou, Riga, Vladikavkaz, Odessa, Feodossia, Petrovsk et Türkmenabat.